# Grafo de la amistad

Grafos de la amistad F_{2}, F_{3} y F_{4}.

En el campo matemático de la teoría de grafos, el grafo de la amistad Fn también llamado grafo molino de viento holandés, grafo ventilador o grafo n-fan es un grafo plano con 2n+1 vértices y 3n aristas.
El grafo de la amistad Fn puede ser formado construyendo n copias del ciclo C3 con un vértice común. Por construcción, el grafo de la amistad Fn es isomorfo al grafo molino de viento Wd(3,n). Y el grafo F2 es isomorfo al grafo mariposa

## Teorema de la amistad
El teorema de la amistad de Paul Erdős, Alfréd Rényi, y Vera T. Sós de 1966 establece que los grafos finitos con la propiedad que cada dos vértices tengan exactamente un vecino en común son los grafos de la amistad. Informalmente, si un grupo de personas tiene la propiedad que cada par de ellos tienen exactamente un amigo en común, entonces debe haber una persona que sea amigo con todos los demás. Sin embargo, para grafos infinitos, puede haber diferentes grafos con la misma cardinalidad que cumplan la propiedad.

## Coloración
El grafo de la amistad tiene número cromático 3 e índice cromático 2n. Su polinomio cromático puede ser deducido del polinomio cromático del ciclo C3 y es igual a {\displaystyle (x-2)^{n}(x-1)^{n}x}.

## Teoría de grafos extrema
De acuerdo con la teoría de grafos extrema, cada grafo con un número suficientemente grande de aristas en comparación con el número de vértices, debe contener un grafo k-fan. Más específicamente, esto es cierto para un grafo de orden n si el número de aristas es 
{\displaystyle \left\lfloor {\frac {n^{2}}{4}}\right\rfloor +f(k),}
donde f(k) es k2 − k si k es impar, y f(k) es k2 − 3k/2 si k es par. 